# 库内沃
库内沃（義大利語：Cunevo），曾是意大利特伦托自治省的一个市镇。总面积5平方公里，人口564人，人口密度112.8人/平方公里（2009年）。ISTAT代码为022069。
2016年1月1日，库内沃、弗拉翁和泰雷斯三个市镇合并为新的孔塔市镇。